# شاهزاده ادوارد ساکس وایمار
شاهزاده ادوارد ساکس وایمار (انگلیسی: Prince Edward of Saxe-Weimar; ۱۱ اکتبر ۱۸۲۳ – ۱۶ نوامبر ۱۹۰۲) فرمانده نظامی اهل آلمان بود.